# Страта шуліки

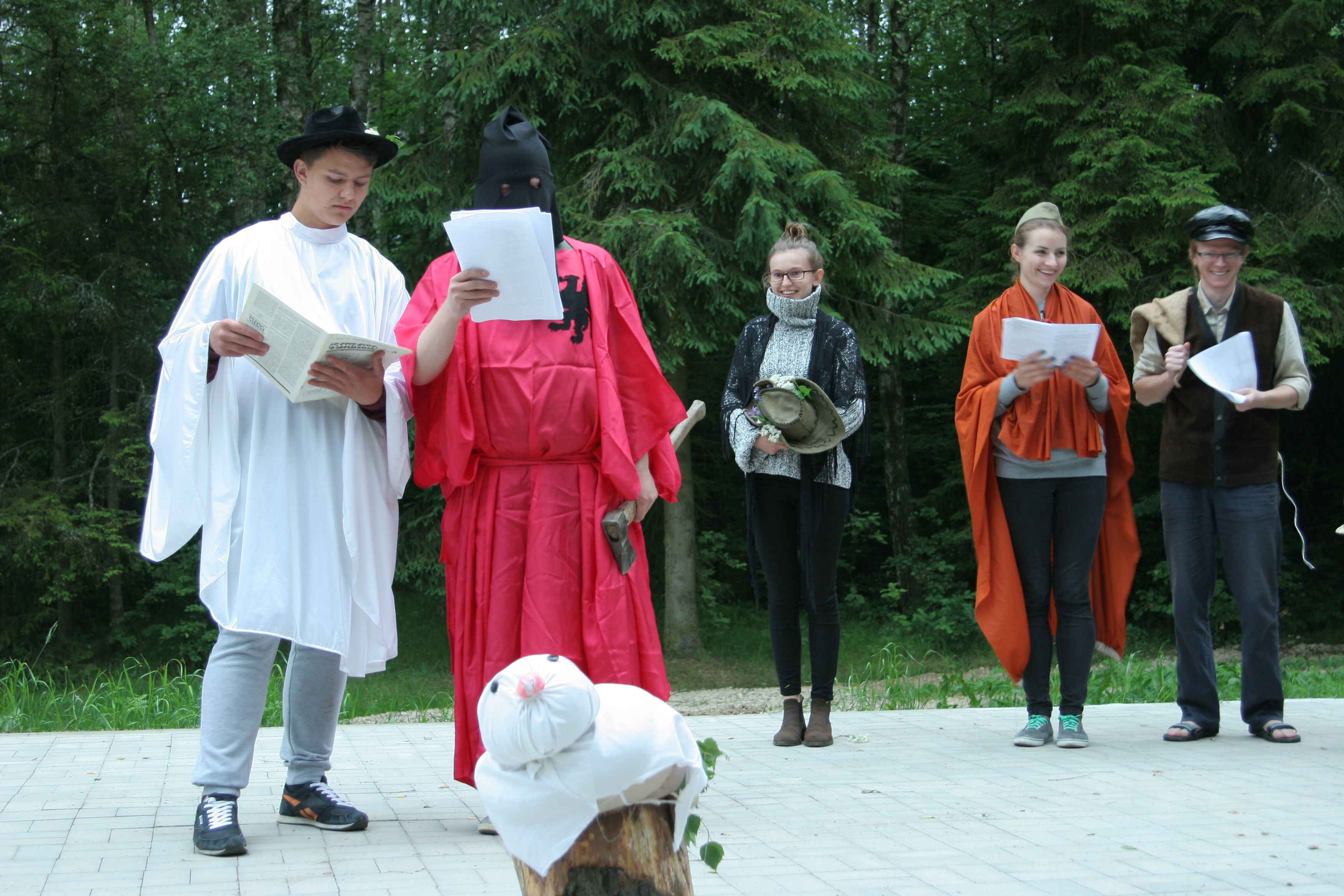
Вирок читається під час святкувань 2015 року

Страта шуліки (каш. Scynanié kanie) — народний звичай ритуальної страти рудого шуліки, який на Кашубщині символізував зло. З середини 19-го століття ритуал став частиною святкування Святвечора. Після того, як зібрались усі жителі, староста села та сільська рада публічно засудили захопленого птаха, звинувативши його у злих вчинках, та засудили до смертної кари шляхом відсікання голови. Щоразу, коли червоного змія не можна було захопити живим, замість нього можна було використати курку або ворона.

## Ритуал
Ритуал, швидше за все, мався на увазі попередження, оскільки сільський староста, читаючи речення, завжди міг би нагадувати про поточні події в селі та попереджати своїх людей, що вчинення тих самих вчинків, за які карали каршуна, може призвести до подібного покарання. Погана репутація повітряного змія може бути пов'язана з тим фактом, що він хижий птах і відомий знищенням домашньої птиці. Інша гіпотеза говорить про те, що птах був передвісником посухи, оскільки його крик був схожий на слова «пі, пі», що означають «пити, пити». Щоб запобігти цій катастрофі, птицю довелося вбити. У наш час обезголовлення червоного змія є публічною подією, а замість живого червоного змія використовується зображення. Іноді птаха замінюють червоною квіткою.

### Назва та походження

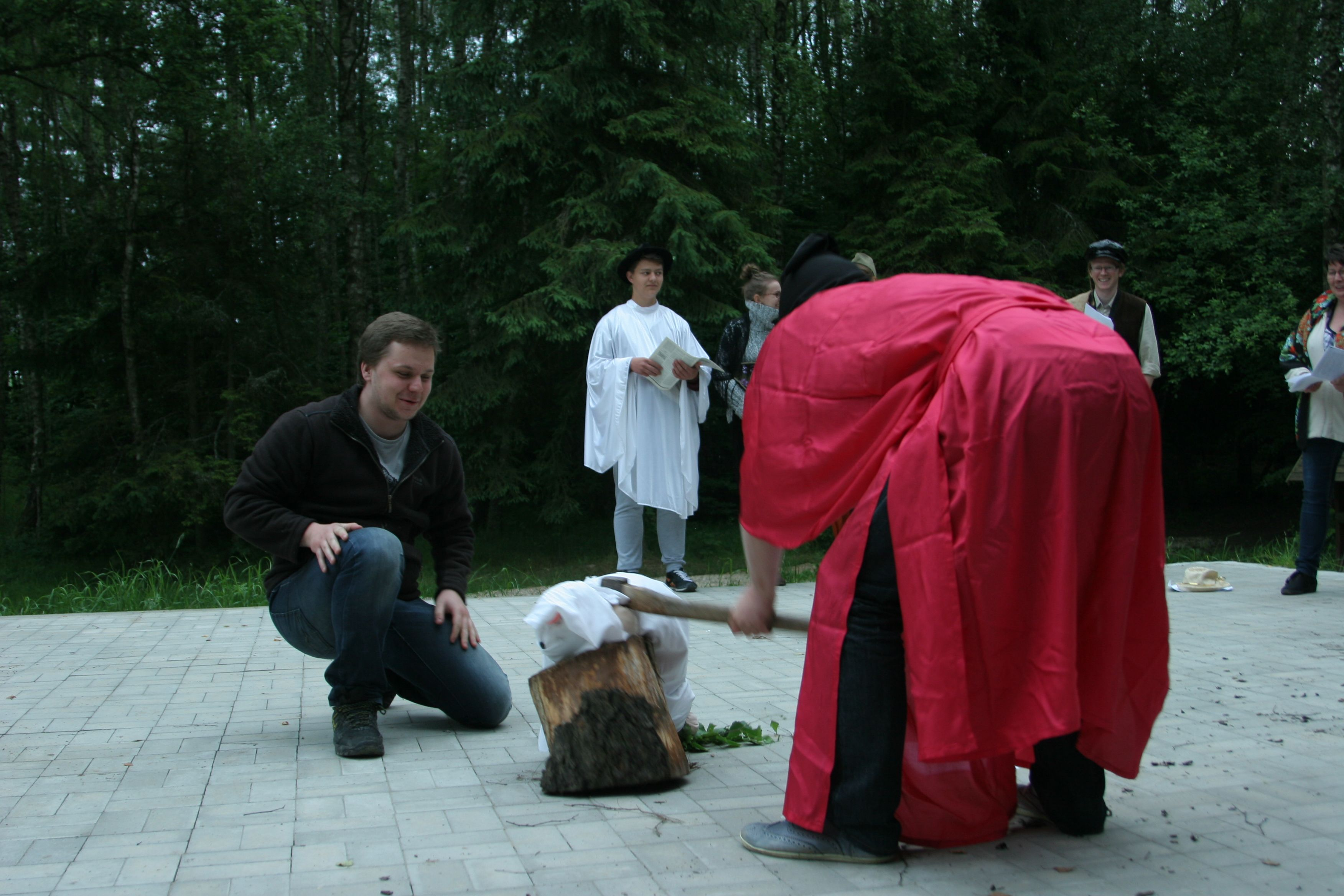
Кат повинен обезголовити повітряного змія трьома ударами.

Червоний змій (Milvus milvus) — середньо-великий хижий птах із сімейства яструбових та орлиних , Accipitridae . Хоча він зустрічається по всій Польщі, він є відносно найпоширенішим у Поморському регіоні. Харчується птах дрібними гризунами, жабами, молодими та немічними птахами та падаллю. Крик повітряного змія нагадує «хі-йо». Кашубська народна традиція вважала птаха антагоністом по відношенню до людей та їхніх надбань; це також асоціювалося з лінощами. Якщо для ритуалу не можна було придбати червоного змія, замість нього використовувались курка або ворона. Сьогодні в польських селах змія символізує чучело, напхане пір'ям.
Вперше ритуал згадується у тексті 1851 року Флоріаном Цейновою, який описав звичай, як це було у його рідному селі. Також Ян Паток пише про ритуал у Dzień św. Яна на Кашубач [св. Івана в регіоні Кашубія] (1932). Сьогодні звичай має місце влітку, як правило, в червні.

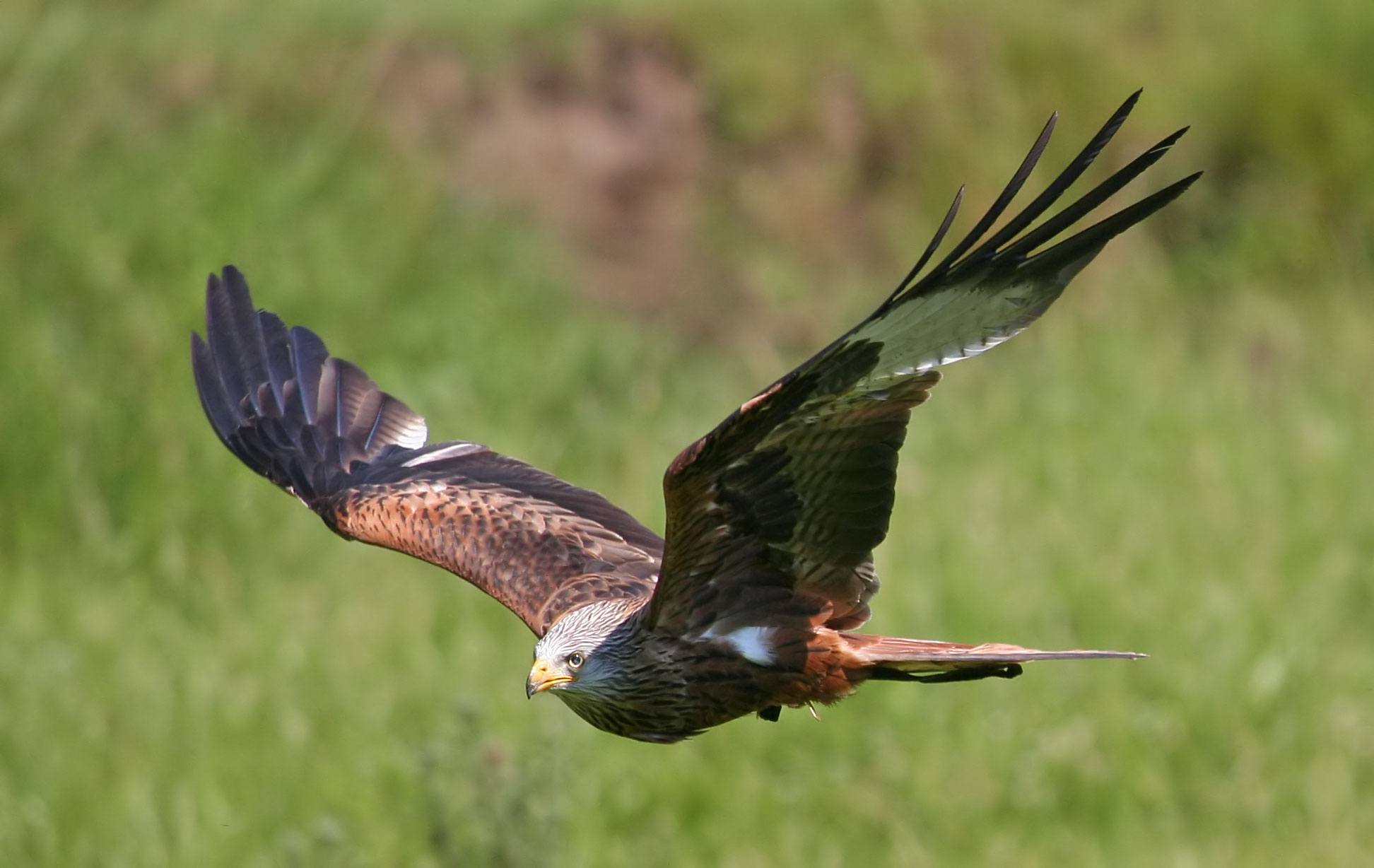
Червоний змій

Існує кілька легенд щодо походження обряду:
- Доктор Бернард Сихта в книзі Колекція кашубських казок та байок][8] пише про настільки сильну посуху в регіоні, що озера та річки пересохли. Бог пожалів птахів, які вмирають від спраги, і наказав копати криниці. Коли всі птахи розпочали роботу, червоний змій відмовився, бо не хотів бруднити ноги. За цей вчинок птах був покараний, і з тих пір він може пити крапельки води з тріщин на камені.
- У північній частині регіону червоного змія ототожнили з жінкою: місцева казка, пов'язана з цією вірою, розповідає про Христа, який подорожував зі святим Петром і просив у жінки води. Коли вона відмовилася поділитися нею, її покарали перетворенням на птицю.
- Історія з району Косцежина пояснює, що червоний змій — це зачарований чарівник, який володів великими знаннями та скарбами. Його чари зупинили дощі в регіоні. Коли його перетворили на червоного змія, йому дозволили пити воду лише з тріщин на камені. Влітку він дуже хоче пити і кричить: «пі, пі», що означає «пити, пити».[7]

### Персонажі
Індивідуальні ролі розподіляються випадковим чином шляхом жеребкування або прохання добровольців
- Сільський провідник та його дружина: Сільські керівники, як правило, є організаторами виставки — вони повинні привітати та попрощатися з гостями. Керівник оголошує смертний вирок; він носить капелюх, прикрашений квітами та стрічками. Разом із Катом вони є найбільш характерними персонажами події.
- Кат і його дружина: Кат обезголовлює червоного змія, іноді також оголошує вирок. Він носить червоний (іноді білий або чорний) одяг, озброєний шаблею.
- Суддя та його дружина: Суддя з'явився лише на початку 20 століття. Під час ритуалу суддя вимагає інформації про героїв та поведінку дружин інших персонажів.[7] Він одягнений у білий халат, іноді з накидкою. На шиї висить ланцюжок із позолоченого паперу.
- Мисливець і його дружина: Мисливець відповідає за зловлення повітряного змія і прив'язування його до стовпа. Виловлювач собак та Мисливець іноді описуються як помічник Ката.
- Ігровий наглядач та його дружина: допомагають мисливцеві.
- Ловець собак та його дружина: Ловець собак видаляє мертвого змія.
- Єврей : персонаж, одягнений у типовий єврейський одяг, що носить на спині мішок з котами.

### Хід ритуалу
Первісна традиція підтримувалась до 19 століття. Після публікацій Флоріана Цейнова в середині 19 століття (дві статті в журналі "Надвісланін ") ритуал воскресли активісти, члени прокашубських організацій, працівники етнографічних музеїв та музеїв просто неба. Сьогодні традиція заснована на тексті Едмунда Камінського.
Ритуал зазвичай проходить на лузі, можливо біля води. Там розміщений подіум, прикрашений рослинами. Місцеві жінки приносять високі чоловічі капелюхи, прикрашені різнокольоровими нитками. Кожна жінка прагне, щоб її капелюх був найкрасивішим. Капелюхи повинні носити майбутні «чоловіки» під час ритуалу. У центрі розміщується жердина, до якої буде прив'язаний змій. Сільський ватажок або кат починають кружляти навколо стовпа, відганяючи публіку шаблею, щоб звільнити місце. Потім для акторів відбирають дружин. Жінки підходять до коробки з квитками і розіграють одну, а вибір підтверджує сільський голова. Відібравши чоловіків, жінки складають коло і співають разом.
Сільський керівник виголошує промову; це урочистий момент. Кат звинувачує червоного змія у різних злочинах і суд починається. Прокурор — сільський голова — вказує на всі злочини, які скоїв повітряний змій. Він звертається до громади і оголошує червоного змія винним у всіх гріхах і засуджує до смертної кари. Народ аплодує. Отримавши угоду продовжити страту, кат намагається вбити червоного змія трьома ударами.. Кат обмотує обезголовленого птаха та його голову білою тканиною і несе до могили, де ловець закопує її. Нарешті сільський керівник дякує присутнім за участь; актори та всі учасники роблять багаття та святкують.